# وسق
وسق یکای جرم برابر شصت صاع است. هر وسق برابر ۱۶۹٬۸۲۷۸۴ کیلوگرم می‌باشد. مقدار نصاب زکات غلات (گندم، جو، خرما و کشمش) برابر پنج وسق (۸۴۹٬۱۳۹۲ کیلوگرم) می‌باشد.